# Ignacy Sapieha
Ignacy Piotr Sapieha herbu Lis (ur. przed 1721, zm. 1758) – podskarbi nadworny litewski, wojewoda mścisławski; syn Władysława, brat Karola Józefa, ojciec Józefa, Franciszka Ksawerego i Kajetana Michała.
W 1727 r. przebywał w Dreźnie. W 1732 r. posłował na sejm. Wraz z bratem Karolem popierał Stanisława Leszczyńskiego aż do jego abdykacji w 1736. Jako poseł na sejm konwokacyjny 1733 roku z powiatu krzemienieckiego był członkiem konfederacji generalnej zawiązanej 27 kwietnia 1733 roku na tym sejmie. W 1733 roku podpisał jego elekcję.
Dzięki Janowi Fryderykowi Sapieże otrzymał w 1740 r. cześnikostwo litewskie. Posłował na sejm w 1744 r. W 1746 r. dzięki Familii otrzymał chorągiew pancerną w wojsku koronnym, co jednak nie przekonało Jana Fryderyka do obozu Czartoryskich. W 1748 r. otrzymał Order Orła Białego. W 1750 r. otrzymał województwo mścisławskie. W latach 1752–1753 bezowocnie usiłował uzyskać podkanclerstwo litewskie.
Zmarł nagle 15 kwietnia 1758 w Różanej.